# Monument Albert Schweitzer (Gunsbach)

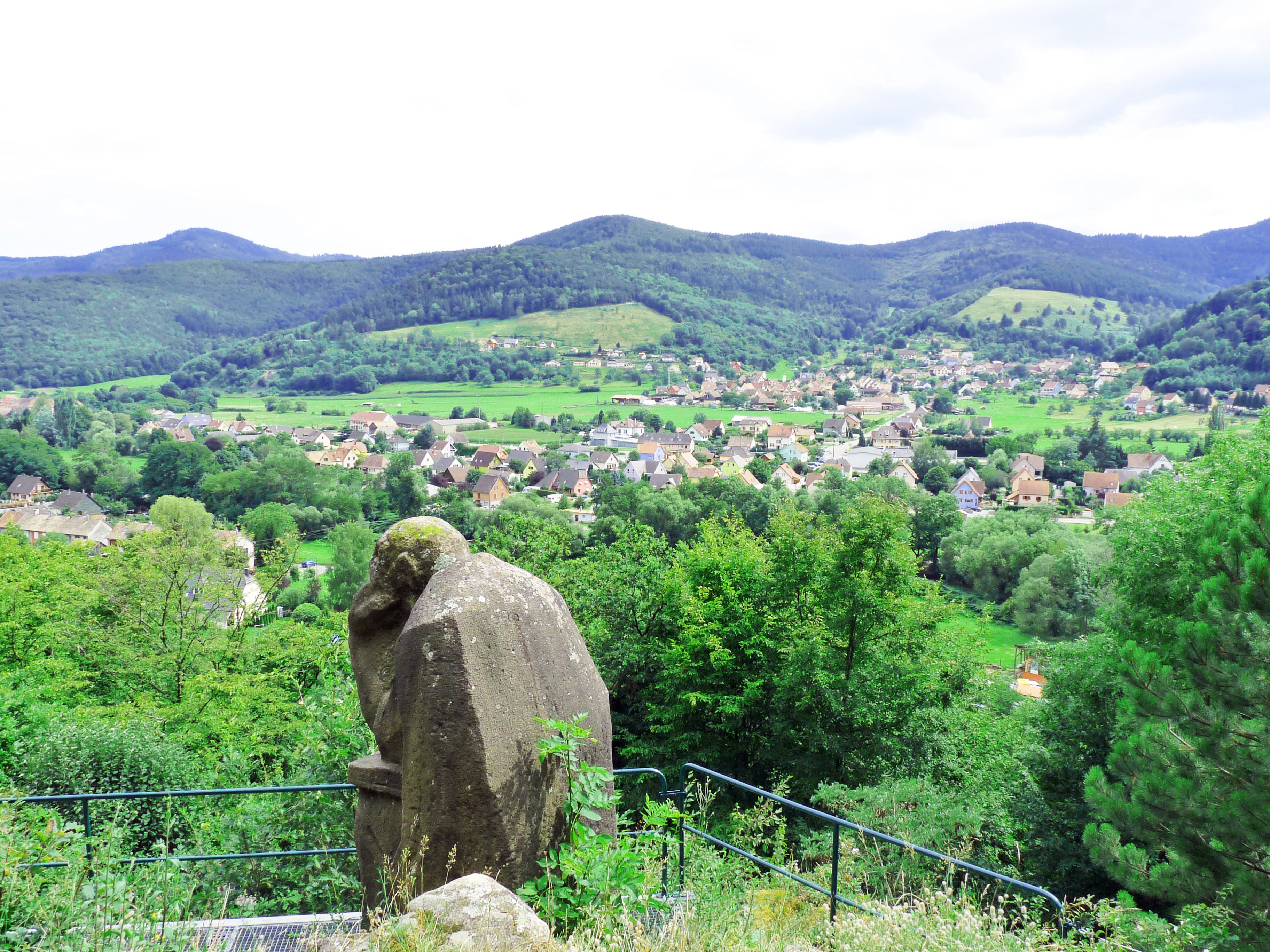
Albert-Schweitzer-Monument (Rückansicht), 2010

Das Monument Albert Schweitzer im elsässischen Gunsbach ist ein Denkmal für den Arzt und Humanisten Albert Schweitzer (1875–1965).

## Lage
Das Denkmal steht in einem Kanzrain genannten Waldstück oberhalb von Gunsbach (deutsch Günsbach; elsässisch Ginschbe), einer Gemeinde im Arrondissement Colmar-Ribeauvillé, einem Verwaltungsbezirk im Département Haut-Rhin in der französischen Region Grand Est. In Günsbach verbrachte Schweitzer seine Kindheit und frühe Jugend. Der Ort war Lebensmittelpunkt bis zu seiner Übersiedlung nach Lambarene in Afrika im Jahre 1913.
Das Denkmal steht nördlich des westlichen Zweiges des Ortes etwa 40 Meter über dem Ortsniveau und ist eine Station auf einem Informations-Rundweg, dem Gedenkweg Albert Schweitzer. Von der Stelle des Denkmals hat man einen weiten Blick über den Ort und die Höhen der Vogesen jenseits des Tales. Auf dem Weg zu dieser Stelle dürfte der Entschluss Albert Schweitzers gefallen sein, ein Studium der Medizin zu beginnen und dann nach Lambarene in Afrika zu gehen.
Der folgende Text auf einer Tafel legt nahe, dass Schweitzer die Stelle für sein Denkmal selbst ausgesucht hat: „Hier oben möge ich – in Stein gehauen – meine Freunde empfangen; hier mögen sie meiner gedenken. Hier ist meine Kulturphilosophie entstanden. Hier verstand ich Jesus in seiner Zeit. Hier fühlte ich mich ganz zu Hause.“

## Beschreibung
1969 wurde das aus rotem Sandstein gefertigte Denkmal aufgestellt. Es wurde vom deutschen Bildhauer Fritz Behn (1878–1970) geschaffen, der ein Schüler des Franzosen Auguste Rodin (1840–1917) war. Die etwas überlebensgroße Statue zeigt Albert Schweitzer sitzend und sinnierend über ein Buch gebeugt. Den Kopf stützt er auf die linke Hand, deren Unterarm auf dem linken Knie ruht. Damit erinnert die Haltung an Rodins Werk Der Denker, dort allerdings ohne Buch und den Kopf auf den rechten Arm gestützt, der auf dem linken Knie ruht. Eine Metalltafel am Sockel zeigt die Lebensdaten Schweitzers.